# Station Węgorzyno
Station Węgorzyno is een spoorwegstation in de Poolse plaats Węgorzyno.